# Гринвотер (Вашингтон)
Гринвотер (енгл. Greenwater) насељено је место без административног статуса у америчкој савезној држави Вашингтон.

## Демографија
По попису из 2010. године број становника је 67, што је 24 (-26,4%) становника мање него 2000. године.
| Група             | 2000.      | 2010.      |
| Белци             | 83 (91,2%) | 65 (97,0%) |
| Афроамериканци    | 0 (0,0%)   | 0 (0,0%)   |
| Азијати           | 0 (0,0%)   | 2 (3,0%)   |
| Хиспаноамериканци | 1 (1,1%)   | 0 (0,0%)   |
| Укупно            | 91         | 67         |